# Liste der Flughäfen in der Mongolei

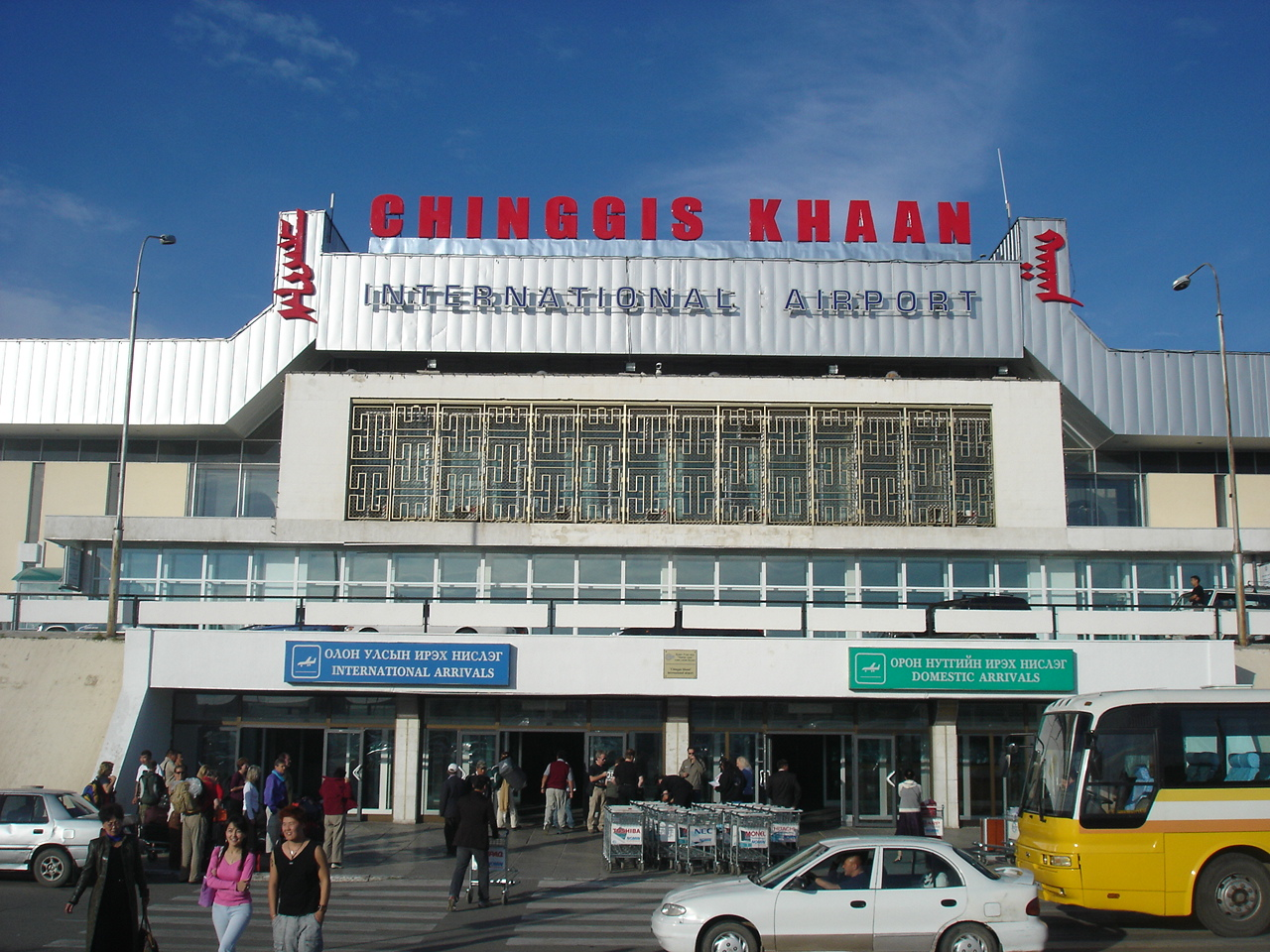
Chinggis Khaan International Airport (2006)

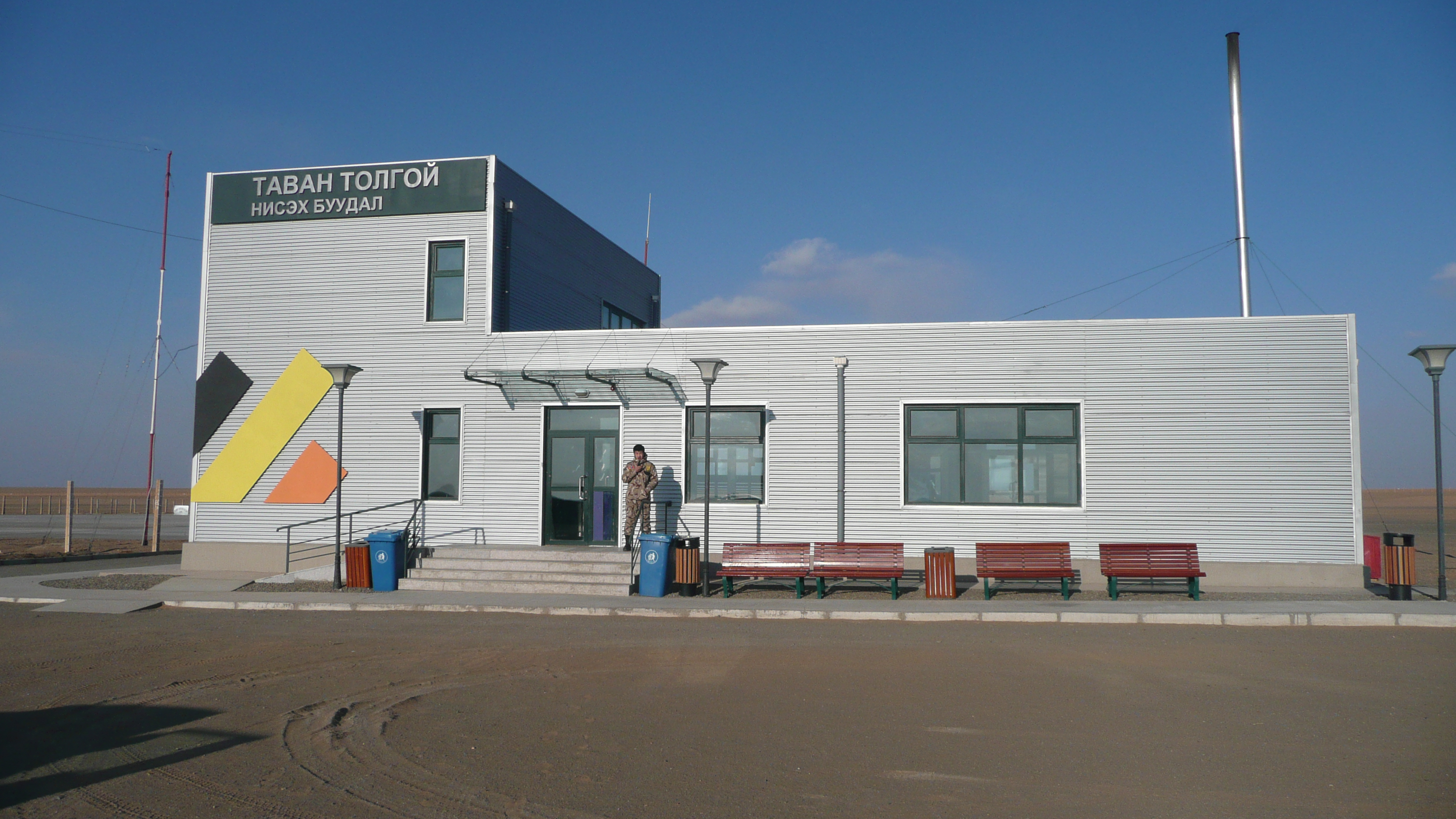
Flughafen Tsogttsetsii

Dies ist Liste aller Flughäfen in der Mongolei.
| Stadt          | IATA-Code | ICAO-Code | Name des Flughafens                                                                  |
| -------------- | --------- | --------- | ------------------------------------------------------------------------------------ |
| Altai          | LTI       | ZMAB      | Flughafen Altai                                                                      |
| Arwaicheer     | AVK       | ZMAH      | Flughafen Arwaicheer                                                                 |
| Bajanchongor   | BYN       | ZMBH      | Flughafen Bajanchongor                                                               |
| Baruun-Urt     | UUN       | ZMBU      | Flughafen Baruun-Urt                                                                 |
| Bulgan         | UGA       | ZMBN      | Flughafen Bulgan                                                                     |
| Bulgan (Chowd) | HBU       | ZMBS      | Flughafen Bulgan (Chowd)                                                             |
| Charchorin     | KHR       | ZMHH      | Flughafen Charchorin                                                                 |
| Chowd          | HVD       | ZMKD      | Flughafen Chowd                                                                      |
| Dadal          | —         | ZMDA      | Flughafen Dadal                                                                      |
| Dalandsadgad   | DLZ       | ZMDZ      | Flughafen Dalandsadgad                                                               |
| Chatgal        | —         | ZMHG      | Flughafen Chatgal                                                                    |
| Chudschirt     | HJD       | ZMHU      | Flughafen Chudschirt                                                                 |
| Mandalgobi     | MXW       | ZMMG      | Flughafen Mandalgobi                                                                 |
| Mörön          | MX        | ZMMN      | Flughafen Mörön                                                                      |
| Ölgii          | ULG       | ZMUL      | Flughafen Ölgii                                                                      |
| Öndörchaan     | UNR       | ZMUH      | Flughafen Öndörchaan                                                                 |
| Ovoot          | —         | ZMGT      | Flughafen Ovoot                                                                      |
| Ojuu Tolgoi    | —         | ZMKB      | Flughafen Chanbumbat                                                                 |
| Tsogttsetsii   | —         | ZMTT      | Flughafen Tawan Tolgoi                                                               |
| Tosontsengel   | —         | ZMTL      | Flughafen Tosontsengel                                                               |
| Tschoibalsan   | COQ       | ZMCD      | Flughafen Tschoibalsan                                                               |
| Tsetserleg     | TSZ       | ZMTG      | Flughafen Tsetserleg                                                                 |
| Ulaangom       | ULO       | ZMUG      | Flughafen Ulaangom                                                                   |
| Ulaanbaatar    | ULN       | ZMUB      | Internationale Flughafen Bujant-Uchaa bis 2020: Chinggis Khaan International Airport |
| Ulaanbaatar    | UBN       | ZMCK      | Chinggis Khaan International Airport vormals Khushigt Valley Airport                 |
| Uliastai       | ULZ       | ZMDN      | Flughafen Uliastai                                                                   |